# FSV Schifferstadt
Der FSV Schifferstadt ist ein Fußballverein aus Schifferstadt. Die erste Mannschaft spielt in der Landesliga Ost des Südwestdeutschen Fußballverbandes. Von 1960 bis 1963 spielte die erste Mannschaft in der damals zweitklassigen II. Division Südwest.

## Geschichte
Der Verein wurde im Jahre 1913 als Fußball-Gesellschaft 1913 Schifferstadt gegründet, die sich noch im selben Jahr in FC Olympia 1913 Schifferstadt umbenannte. Am 11. Februar 1920 folgte die Umbenennung in FV 1913 Schifferstadt. Am 3. Mai 1929 fusionierte der FV 1913 mit dem SV 1923 Schifferstadt zum FSV Schifferstadt. Am 1. Juli 1939 erfolgte eine Umbenennung in VfL Schifferstadt. Seit dem 22. Februar 1946 trägt der Verein wieder seinen heutigen Namen.
Der FSV gehörte 1952 zu den Gründungsmitgliedern der Amateurliga Südwest. 1960 wurde die Mannschaft Vizemeister hinter den Amateuren des 1. FC Kaiserslautern und setzte sich in der Aufstiegsrunde zur II. Division durch. Der achte Platz in der Saison 1960/61 war die beste Platzierung. Durch die Auflösung der II. Division 1963 kehrte der FSV in die Amateurliga zurück.
Im Jahre 1965 wurde der FSV Vizemeister hinter dem SV Alsenborn und qualifizierte sich für die Deutsche Amateurmeisterschaft. Schon in der ersten Runde schied die Mannschaft gegen die Amateure des VfB Stuttgart aus. An diese Erfolge konnten die FSV-Kicker nicht mehr anschließen und stiegen 1973 aus der Amateurliga und ein Jahr später gar aus der 2. Amateurliga ab. Erst 1976 gelang die Rückkehr in die nunmehr Bezirksliga Vorderpfalz genannte 2. Amateurliga, bevor 1981 der Aufstieg in die Verbandsliga Südwest gelang.
Nach zwei Jahren erfolgte der Abstieg in die Bezirksliga, der der FSV bis zum weiteren Abstieg in die Bezirksklasse Mitte 1999 angehörte. In der Saison 2003/04 gab es eine kurzzeitige Rückkehr in die Bezirksliga. Dem schnellen Abstieg folgte aber schon im Jahre 2005 der unmittelbare Wiederaufstieg, in dessen Folge man für 7 Jahre bis zur Saison 2012 in der Bezirksliga Vorderpfalz spielte. Zwei Jahre nach dem Abstieg wurde der Verein Meister in der Bezirksklasse Mitte und weitere zwei Jahre später konnte auch in der Bezirksliga Vorderpfalz die Meisterschaft gefeiert werden. Damit durfte der FSV in der Saison 2016/17 erstmals in seiner Vereinsgeschichte in der Landesliga Ost antreten.

## Persönlichkeiten
- Bernd Gerber
- Stefan Jambo
- Markus Kranz
- Georg Jung